# 新米哈伊利夫卡 (扎波羅熱區)
47°50′17″N 35°31′44″E / 47.83806°N 35.52889°E
新米哈伊利夫卡（烏克蘭語：Новомихайлівка）是位於烏克蘭東南部的村莊，由扎波羅熱州扎波羅熱区的科梅舒瓦哈市镇負責管轄。該村始建於1886年，面積0.21平方公里，海拔高度126米，2001年人口15，人口密度每平方公里71.4人。